# Arith
Arith település Franciaországban, Savoie megyében. Lakosainak száma 439 fő (2022. január 1.). Arith Allèves, Bellecombe-en-Bauges, Lescheraines, Saint-François-de-Sales, Saint-Offenge és Cusy községekkel határos.

## Népesség
A település népességének változása:
| Lakosok száma | 414  | 439  | 451  | 442  | 442  | 443  | 440  | 438  | 439  |
|               | 2013 | 2015 | 2016 | 2017 | 2018 | 2019 | 2020 | 2021 | 2022 |